# Manoir de Gautret
Le manoir de Gautret est un manoir situé à Sablé-sur-Sarthe, dans l'actuel département de la Sarthe en France. Il s'agit d'un monument historique.

## Historique
Le manoir de Gautret était le siège d'une seigneurie mentionnée en 1275. Il fut reconstruit au XVe siècle.
Le manoir, y compris les intérieurs du logis et les communs, fait l'objet d'une inscription au titre des monuments historiques depuis le 22 octobre 1996.